# Ломакино (Донецкая область)
Ломакино (укр. Ломакине) — посёлок в Мариупольском районе Донецкой области Украины, подчинён Сартанской поселковой общине. Основная улица — Заречная.
Почтовый индекс — 87594. Телефонный код — +380-629.

## Население
Численность населения
| Год  | Количество жителей |
| ---- | ------------------ |
| 1989 | 210                |
| 2001 | 241                |
| 2011 | 207                |

В 2001 году родным языком считали:
- русский язык — 239 чел. (99,17 %)
- украинский язык — 1 чел. (0,41 %)
- греческий язык — 1 чел. (0,41 %)

## Местный совет
87594, Донецкая область, Мариупольский горсовет, пгт Талаковка, ул. Центральная, 235, тел. +380-629-38-94-16